# Pro Bowl 1981
Match précédent Match suivant
Le AFC-NFC Pro Bowl 1981 est le Match des étoiles de football américain de la National Football League pour la saison 1980. Il se joue au Aloha Stadium d'Honolulu le 1er février 1981 entre les meilleurs joueurs des deux conférences de la NFL, la National Football Conference et l'American Football Conference. La rencontre est remportée sur le score de 21 à 7 par l'équipe représentant la National Football Conference.